# Городецьке (Єрмекеєвський район)
Городе́цьке (рос. Городецкое, башк. Городецкий) — село у складі Єрмекеєвського району Башкортостану, Росія. Входить до складу Бекетовської сільської ради.
Населення — 153 особи (2010; 154 в 2002).
Національний склад:
- росіяни — 50 %
- башкири — 32 %